# Канцелар
Канцелар титула је која се користи за различите управне или судске функционере у низу држава. У свом дословном смислу означава особу на челу неке канцеларије или уреда, задужена за састављање, издавање, писање, овјеру или чување службених исправа. Израз потиче од латинске ријечи cancelli за решеткасту преграду која је неку просторију дијелила на два дијела.
Најчешће значење израза канцелар је шеф владе, а што је случај у земљама њемачког говорног подручја, гдје се користи ријеч Kanzler. Иста ријеч може означавати и поједине министре, па се тако у Латинској Америци израз канцелар (шп. canciller, порт. chanceler) користи за министре спољних послова, док се у Уједињеном Краљевству за министра финансија користи израз канцелар благајне (енгл. Chancellor of the Exchequer).